# Felix Manthey
Felix Manthey (* 24. Oktober 1898 in Berlin; † 8. Oktober 1971 ebenda) war ein deutscher Radrennfahrer.
Als Amateur war er Mitglied des Berliner Vereins BBC Germania. 1920, im Alter von 21 Jahren, errang Felix Manthey bei der Deutschen Meisterschaft im Straßenrennen den dritten Platz. In den folgenden Jahren belegte er wiederholt Podiumsplätze bei Eintagesrennen wie Rund um Köln, München-Berlin, Meisterschaft von Zürich, Berlin–Cottbus–Berlin und München-Zürich. 1922 gewann er die Bayerische Rundfahrt sowie 1925 Bern-Genf und wurde er Zweiter im Eintagesrennen München–Zürich. 1928 wurde er Deutscher Meister im Straßenrennen vor Herbert Nebe und Bruno Wolke.
1930 startete Manthey bei der Tour de France, bei der zum ersten Mal Nationalteams antraten, und belegte den 22. Platz in der Gesamtwertung. Zweimal nahm er auch an der Deutschland-Rundfahrt teil, 1922 wurde er Siebter, 1930 Fünfter der Gesamtwertung.